# Wacław Tadeusz Dobrzyński
Wacław Tadeusz Dobrzyński (ur. 1886 w Kijowie, zm. 6 lutego 1962 w Dublinie) – polski prawnik i dyplomata II Rzeczypospolitej.

## Życiorys
Absolwent prawa na Uniwersytecie Kijowskim. W Kijowie prowadził praktykę adwokacką, był również dziennikarzem i zajmował się badaniami nad historią Egiptu. W polskiej służbie dyplomatycznej od 1919. Pracował w Departamencie Politycznym MSZ, dochodząc do rangi radcy legacyjnego na stanowisku naczelnika Wydziału Osobowego.
Od 1 października 1922 chargé d’affaires w Estonii w randze radcy legacyjnego I klasy. Od 23 października 1923 do 31 grudnia 1924 poseł RP w Estonii. Po powrocie do centrali Ministerstwa Spraw Zagranicznych pracował w sekcji szyfrów. 10 kwietnia 1929 mianowany na konsula generalnego RP w Dublinie ze stopniem ministra pełnomocnego III kl. Funkcję sprawował do 1 lipca 1931, gdy został przeniesiony w stan rozporządzalności. Po przeniesieniu w stan spoczynku (31 października 1931) został konsulem honorowym w Dublinie. Na stanowisku tym pozostał do 1948, w ostatnich latach reprezentując Rząd RP na uchodźstwie.
W 1925 został odznaczony estońskim cywilnym Orderem Krzyża Wolności I klasy.